# Мур, Генри
Ге́нри Спе́нсер Мур (англ. Henry Spencer Moore; 30 июля 1898, Кастлфорд, Уэст-Йоркшир — 31 августа 1986, Хартфордшир) — британский художник и скульптор.
После Второй мировой войны работы Мура приобрели мировое признание, они представлены в крупнейших музеях разных стран.

## Биография
Происходил из шахтёрской семьи. В одиннадцатилетнем возрасте решил стать скульптором, услышав о Микеланджело и его достижениях. Участвовал в Первой мировой войне, был отравлен газами в бою под Камбре (1917).
После войны учился в Художественном колледже в Лидсе и Королевском художественном колледже в Лондоне, где преподавал с 1924 по 1932 годы; он оставил работу в колледже лишь однажды для совершения поездки в Италию. Был знаком с Б. Хепуорт. Увлёкся первобытной скульптурой, изучал этнографическую коллекцию Британского музея. В 1930-х обратился к модернизму, откликаясь на поиски Пикассо, Арпа, Джакометти, Брынкуши, сюрреалистов. Участвовал в организации выставки сюрреалистов в Лондоне (1936).
После Второй мировой войны в первых значительных скульптурных произведениях творчества Мура получают развитие темы семьи и материнства. Это, прежде всего, связано с рождением у Генри и Ирины Мур в 1946 году их единственного ребёнка — дочери Мэри. «Семейным группам» конца 1940-х — начала 1950-х годов предшествовало создание в 1943—1944[уточнить] годы каменной статуи Мадонны с Младенцем для церкви Св. Матфея в Нортгемптоне (другой вариант этой скульптуры установлен в 1949 году в церкви в Бархэме). Ранние варианты Семейной группы — небольшие бронзовые скульптуры. Первая крупномасштабная работа на эту тему — бронзовая «Семейная группа», исполненная для школы в Стевенейдже (1948—1949).
Персональная выставка Мура в Музее современного искусства в Нью-Йорке (1946—1947) принесла ему славу одного из лучших мастеров XX века. В 1948 году на венецианской выставке Биеннале он получил международную премию, а в 1953 году — такую же премию на Биеннале в Сан-Паулу. Среди его многочисленных произведений — скульптурные композиции для здания редакции журнала «Таймс» в Лондоне, для здания ЮНЕСКО в Париже, банка Ламберт в Брюсселе, Линкольновского центра в Нью-Йорке, на Площади Мучеников в Люксембурге.
В 1952—1953 годах Мур создает один из своих наиболее ярких и романтических образов — бронзовую скульптуру «Король и Королева» (6 отливок). По замечанию Дональда Холла, это «наиболее популярная скульптура [Мура] — но не среди художников, а среди посетителей галерей». Действительно, в этой композиции есть что-то идиллическое и соразмерное (и по формату, и по внутренней сути) «конкретному» человеку. Как отмечают многие биографы Мура, поводом для создания образа послужило важное историческое событие — смерть Георга VI (который пользовался всеобщей любовью соотечественников) и восшествие на престол королевы Елизаветы II.
Про идею своего последнего монументального произведения — «Мать и дитя (Капюшон)» (1982—1983) — Мур говорил: «Я не могу отбросить идею Мадонны с Младенцем <…> [Эта скульптура] может стать моей последней работой. Я хочу придать ей религиозный смысл». Большую мраморную версию этой композиции, выполненную по рабочим моделям Мура итальянскими специалистами, установили в Соборе св. Павла в Лондоне. Английский искусствовед Норберт Линтон полагает, что «углубление, в котором лежит младенец,— это и мандорла, и чрево. От младенца как бы исходит сияние, напоминающее сияние в религиозной живописи».
В 1984 году в честь 750-летия Берлина Генри Мур создал скульптуру «Большой разделенный овал: Бабочка» (отлита в литейной мастерской Германна Ноака), которая в 1987 году была установлена напротив берлинского Дома культуры народов мира, который тогда ещё служил Конгресс-центром.
Умер в своём доме близ Мач-Хедхем (графство Хартфордшир).
Прах художника покоится в лондонском Соборе Святого Павла.
Награждён Орденом За заслуги, Орденом Кавалеров Славы.

## Творчество

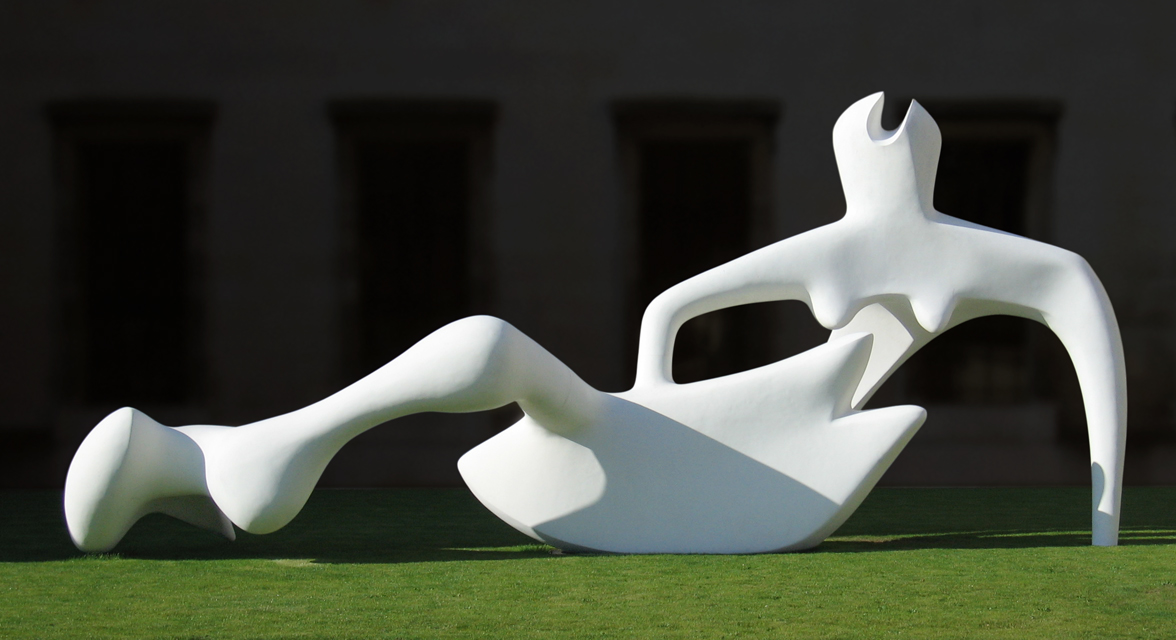
Генри Мур Полулежащая фигура, 1951. Кембридж

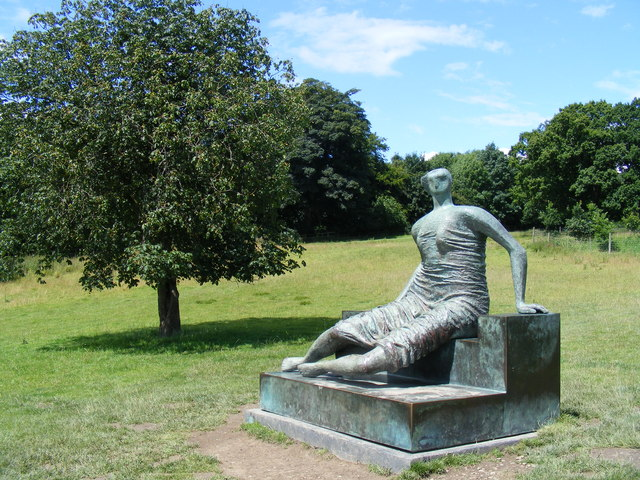

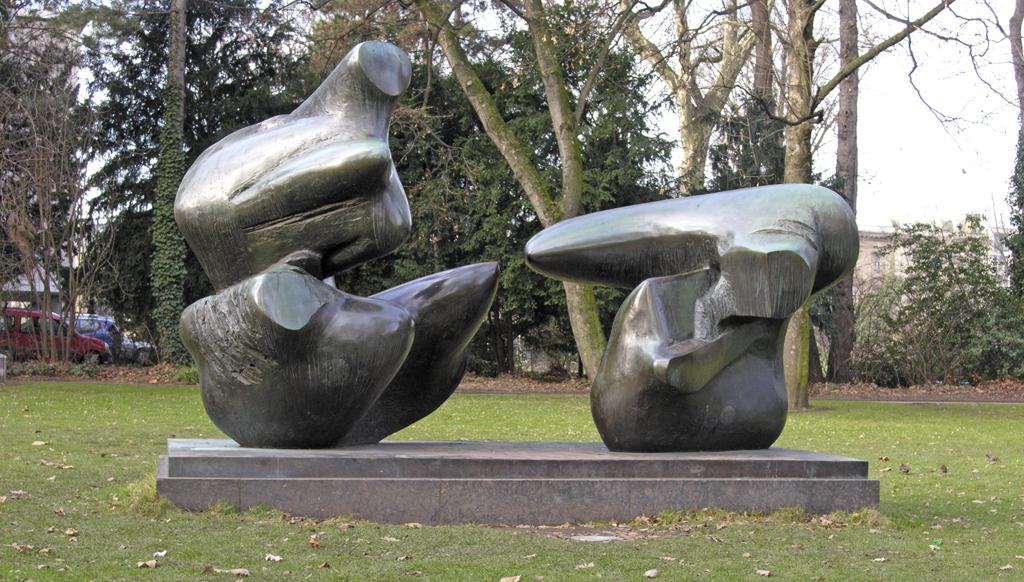
Генри Мур Фигура в двух частях, 1969. Хофгартен

Продолжил традицию монументальной фигуративной пластики и обогатил её новыми художественными методами формообразования. В творчестве Мура прослеживается тенденция, направленная на освоение «открытой формы»; его целью была передача взаимодействия пластической массы и пространства, как окружающего скульптуру, так и заключенного внутри неё.
Мур всегда интересовался скульптурой Древней Греции, этрусков и майя. Под влиянием этого увлечения, а также идеи «верности материалам», высказанной критиком Роджером Фраем, он обратился к созданию подчеркнуто материальных форм, символизирующих природное, земное начало. На их основе строятся его скульптуры, среди которых преобладают женские фигуры и композиции на тему семьи и материнства. Сначала его работы были достаточно близки к реальным объектам, позже приобрели абстрактный характер.
Скульптура Мура, начиная со второй половины 1940-х годов, получает новый импульс к развитию, связанный с возможностью осуществлять им все свои замыслы в форме монументальной пластики на открытом воздухе — в природном или архитектурном пространстве. Материал пластики Мура в 1945—1986 годах — в основном, бронза (в отличие от предшествующего времени, когда любимыми материалами Мура были камень и дерево). Не выходя из круга своих главных тем-образов, выработанных ещё в 1920—1930-е годы, он всячески их интерпретирует — от фигуративных до полуабстрактных вариантов. При этом решающее значение придается поиску универсальной, вневременной многозначительной формы, её органичности окружающему пространству, силе внутреннего содержания. Искания Мура зачастую опираются на достижения пластики прошлого (в это время мастер обращается к отрицаемой им ранее пластике классической античности, а также к романо-готической скульптуре) и на образы элементов конкретного мира (кости, раковины, камни и т. д.). Наиболее глубокие по значению произведения пластики Мур создает в 1970-е — начале 1980-х.
Поразительная художественная цельность его произведений не имеет аналогов в истории скульптуры. Формы плавно и органично перетекают друг в друга, иногда образуя углубления и зияющие пустоты, «дыры». Однако Мур никогда не занимался проблемами чистой формы, его интересовали образы, напоминавшие природные формы: древние камни, обтесанные стихиями за много веков; горные пещеры, вымытые подземными потоками; эмбрионы в материнском чреве; человеческое тело как целостная органическая система.
Художественный образ представлялся мастеру как бы изначально существующим в самом материале и лишь ожидающим, пока его освободит резец ваятеля. Мур создавал свои композиции из дерева, камня, бронзы, железобетона и терракоты, а также выполнил ряд произведений из дерева и свинца, части которых были скреплены туго натянутыми струнами или медной проволокой. В стиле его акварелей и рисунков пером получила воплощение повышенная восприимчивость мастера к реалиям окружающей действительности, но даже в композициях, выполненных в годы Второй мировой войны в лондонском метро во время налетов немецкой авиации, главное место отводится выявлению самых существенных, обобщенных форм человеческого тела, а эмоции и индивидуальность моделей играют второстепенную роль.
Графика Мура 1945—1986 годов показывает во всей полноте отличное от пластического понимание формы. Если в довоенное время основным видом графики художника были т. н. «идеи для скульптуры», непосредственно связанные с его скульптурной деятельностью, то теперь все большее значение придается рисункам воображаемых сцен и образов, а также графическим сериям. Для работ Мура послевоенного периода характерно обращение к теме материнства и рождения новой жизни, эмбриона, ещё связанного пуповиной с матерью, но уже начинающего отдельное от неё существование. Позднейшие графические работы Мура полностью обращены к призрачным психологическим категориям образа, его «душе». Они являются одной из вершин его творчества.

### В России
Произведения Генри Мура в российских собраниях отсутствуют, однако их можно периодически видеть на временных выставках. Первая в стране экспозиция его скульптуры и графики состоялась в 1991 году и прошла в Музее Бенуа в Петергофе, а затем в ГМИИ им. А. С. Пушкина в Москве. К экспозиции было подготовлено издание каталога «Генри Мур: Человеческое измерение», на русском и английском языках. В 2011 году прошла выставка «Генри Мур в Эрмитаже. Скульптура и рисунки», приуроченная к 70-летию начала Великой Отечественной войны и объединившая «военную» графику Мура с блокадными рисунками архитектора А. С. Никольского. 22 февраля 2012 года в Кремле открылась экспозиция «Генри Мур и классический канон современной скульптуры».